# Sant Feliu de Codines
Sant Feliu de Codines település Spanyolországban, Barcelona tartományban. Lakosainak száma 6661 fő (2024).

## Földrajza
Sant Feliu de Codines Sant Quirze Safaja, Bigues i Riells del Fai, Caldes de Montbui és Gallifa községekkel határos.

## Népesség
A település lakosságának változását az alábbi diagram mutatja:
| Lakosok száma | 618  | 2361 | 2519 | 2731 | 3360 | 5027 | 5702 | 5900 | 6259 | 6661 |
|               | 1717 | 1887 | 1936 | 1960 | 1986 | 2004 | 2009 | 2014 | 2019 | 2024 |